# Čeče
Čeče – wieś w Słowenii, podzielona administracyjnie pomiędzy gminy Hrastnik i Trbovlje. W 2018 roku liczyła 492 mieszkańców.